# Бушар II де Корбей
Буша́р II де Корбе́й (фр. Bouchard II de Corbeil, 1022—1077/1078) — граф Корбея (по праву жены) из дома Монморанси.

## Биография
Точных данных о происхождении Бушара не сохранилось, однако известно, что он принадлежал к дому Монморанси. Вступил во владение графством благодаря браку с наследницей графства Аделаидой де Креси, дочерью графа Рено де Корбея. В 1071 году основал аббатство Сен-Спир в Корбее. Этот архитектурный ансамбль, сердцем которого является церковь Сен-Спир, известен как клуатр Сен-Спир (фр. Cloître Saint Spire). Известно, что и каноники, и миряне, проживавшие там, находились не в местной юрисдикции, но подчинялись непосредственно епископу парижскому.
Политика графства при Бушаре II претерпела значительные изменения — если первые графы Корбея находились в зависимости от Парижа и были лояльными вассалами короля, Бушар принимал участие в восстаниях против королевской власти Филиппа I и был убит в одном из них, будущим графом Блуа Этьеном lI, между 1071 и 1080 годом (вероятно, в 1077/1078).
Ему наследовал его сын, Эд.

## Брак и дети
В браке с Аделаидой де Креси родилось двое детей:
- Эд (Одо) де Корбей (ум. 1112) — граф Корбея, умерший бездетным.
- Аделаида (Аликс, Адель) де Корбей (ум. после 1126) — наследница графства после смерти Эда. Удалилась в аббатство Марсиньи после смерти мужа, Эррара III де Пюизе, в 1099 году, поэтому графство перешло к её сыну Гуго де Пюизе[3].